# Свети Атанасий (Варош)
Вижте пояснителната страница за други значения на Свети Атанасий.
„Свети Атанасий“ или „Свети Атанас“ (на македонска литературна норма: „Свети Атанас“, „Свети Атанасиј“) е средновековна православна църква в прилепския квартал Варош, Северна Македония. Част е от Преспанско-Пелагонийската епархия на Македонската православна църква. Изградена е в XIV век.
За църквата не са запазени никакви исторически източници, нито са открити надписи в църквата, свидетелстващи за нейното изграждане и изписване. Това затруднява точното ѝ датиране. Във връзка с църквата се споменава само архимандрит Леонтий, който в 1622 година подарил един Псалтир на Зографския манастир на Света Гора.
Църквата има кръстообразна форма. Куполът е бил изграден със сферични триъгълници, носени от четири монолитни стълба, от които са запазени само двата на източната страна. Покривът е паднал. В зидовите на църквата е използван античен строителен материал, какъвто са и двете споменати колони.
На олтарната апсида, която отвън е тристранна, има добре пропорциониран бифорен прозорец с каменна колонета. Над входната врата от западната страна, в барабана е запазена фреска с лика на Свети Атанасий. Църквата има градеж характерен за фасадите от XIV век. В течение на времето църквата е силно пострадала. Първоначалната живопис е почти напълно унищожена – освен фреската на Свети Атанасий, запазени са следи само на южния зид.